# André Turnheim
André Turnheim (* 1960 in Dresden) ist ein deutscher Theater-, Film- und Fernsehregisseur, der derzeit am Landestheater Linz beschäftigt ist.
André Turnheim ist in Leipzig und Wien aufgewachsen. Nachdem er ein Schauspiel- und Regiestudium in Stuttgart und Graz absolviert hatte, machte er seinen Abschluss an der Hochschule für Musik und darstellende Kunst in Stuttgart. Er inszenierte mehr als 30 Stücke in Freiburg, Leipzig, Köln, Edinburgh, Stuttgart etc., darunter Geschichten aus dem Wienerwald, Volksvernichtung, Medea, Hooligan, Am Ziel, Die bitteren Tränen der Petra von Kant.
Er erhielt mehrere Nominierungen zum Nachwuchsregisseur in Theater heute für die deutschsprachige Erstaufführung von Trainspotting sowie M – eine Stadt sucht einen Mörder.
Etliche Jahre war er als Theaterleiter in Köln tätig, hatte die Festivalleitung im Saarland über. Er führte Bildregie für diverse Theateraufzeichnungen, News-Sendungen und Talkformate für verschiedene Sender (ARTE, WDR, ORF).

## Inszenierungen (Auswahl)
Landestheater Linz
- 2007/08: Torquato Tasso von Johann Wolfgang von Goethe
- 2008/09: Elementarteilchen nach dem gleichnamigen Roman von Michel Houellebecq (Linzer Fassung von Wolfgang Stahl und André Turnheim unter Mithilfe von Elke Slemenik)
- 2009/10: Venus im Pelz nach Motiven von Leopold von Sacher-Masoch
- 2011/12: Die Grönholm-Methode von Jordi Galceran
- 2011/12: Kasper H. (Oper) von Balduin Sulzer
- 2012/13: Der Revisor von Nikolai Gogol